# Teravadski budizem
Teravada ali Theravāda je starodavna veja Budizma. Izraz pomeni »nauk starešin«. Teravadski budisti verujejo, da Budove izvirne nauke izpolnjujejo bolj originalno in natančno kot druge skupine ali šole ali tradicije. Budo imajo za pomembno osebo in popoln vzor, vendar menijo, da je bil vendarle samo človek. Po smrti je za sabo zapustil Dhammo (Učenje) in Vinayo (meniški pravilnik), ki sta vodilo za budističnega meniha. Zato teravadski budisti ne molijo k Budi. Verujejo, da mora posameznik uspeti v življenju z izpolnjevanjem Budovega učenja, kot je zapisano v Tipitaki. Sangha je zelo pomembna za teravadske budiste.
Najbolj razširjena in poznana zahodna teravadska tradicija je sangha Ajahna Chaha, v Sloveniji deluje Društvo theravadskih budistov Bhavana. Trenutno edini slovenski predstavnik je Bhikkhu Hiriko.